# Premiile formației System of a Down
Formația rock americană System of a Down a fost nominalizată de patru ori la Premiile Grammy, din care a câștigat unul, în 2006, pentru Best Hard Rock Performance (cea mai bună performanță hard rock) pentru cântecul "B.Y.O.B". De asemenea formația a mai fost nominalizată la câteva premii Kerrang! și MTV Video Music Award.

## American Music Awards
| An   | Categorie                   | Piesă/Album | Rezultat     |
| ---- | --------------------------- | ----------- | ------------ |
| 2003 | Favorite Alternative Artist | N/A         | Nominalizare |
| 2005 | Favorite Alternative Artist | N/A         | Nominalizare |

## California Music Awards
| An   | Categorie         | Piesa/Album | Rezultat |
| ---- | ----------------- | ----------- | -------- |
| 2003 | Outstanding Group | N/A         | Câștigat |

## ECHO Awards
| An   | Categorie                                                           | Piesa/Album | Rezultat |
| ---- | ------------------------------------------------------------------- | ----------- | -------- |
| 2006 | International Rock/Alternative Male/Female Artist/Group of the Year | Mezmerize   | Câștigat |

## Grammy Awards
| An   | Categorie                  | Piesa/Album  | Rezultat     |
| ---- | -------------------------- | ------------ | ------------ |
| 2002 | Best Metal Performance     | "Chop Suey!" | Nominalizare |
| 2003 | Best Hard Rock Performance | "Aerials"    | Nominalizare |
| 2006 | Best Hard Rock Performance | "B.Y.O.B."   | Câștigat     |
| 2007 | Best Hard Rock Performance | "Lonely Day" | Nominalizare |

## Kerrang! Awards
| An   | Categorie               | Piesa/Album | Rezultat     |
| ---- | ----------------------- | ----------- | ------------ |
| 2003 | Best International Band | N/A         | Nominalizare |
| 2005 | Best Single             | "B.Y.O.B"   | Nominalizare |
| 2005 | Best Video              | "B.Y.O.B."  | Nominalizare |
| 2005 | Best Album              | Mezmerize   | Nominalizare |
| 2005 | Best Live Band          | N/A         | Nominalizare |
| 2005 | Best Band On The Planet | N/A         | Nominalizare |

## MTV Europe Music Awards
| An   | Categorie        | Piesa/Album | Rezultat     |
| ---- | ---------------- | ----------- | ------------ |
| 2006 | Best Alternative | N/A         | Nominalizare |
| 2005 | Best Alternative | N/A         | Câștigat     |

## MTV Video Music Awards
| An   | Categorie       | Piesa/Album  | Rezultat     |
| ---- | --------------- | ------------ | ------------ |
| 2002 | Best Rock Video | "Chop Suey!" | Nominalizare |

## mtvU Woodie Awards
| An   | Categorie                                  | Piesa/Album | Rezultat |
| ---- | ------------------------------------------ | ----------- | -------- |
| 2009 | The Good Woodie - (Greatest Social Impact) | "Question!" | Câștigat |